# Liparis cyclopus
Liparis cyclopus és una espècie de peix pertanyent a la família dels lipàrids.

## Descripció
- Fa 11,4 cm de llargària màxima.[5][6]

## Hàbitat
És un peix marí, demersal i de clima temperat que viu entre 0-183 m de fondària.

## Distribució geogràfica
Es troba al Pacífic nord: des del sud-est de Kamtxatka fins a les illes del Comandant, Aleutianes i Pribilof, i Oregon (els Estats Units).

## Observacions
És inofensiu per als humans.